# Хірата (Фукусіма)

37°13′5″ пн. ш. 140°34′13″ сх. д. / 37.21806° пн. ш. 140.57028° сх. д.
Хіра́та (яп. 平田村, ひらたむら, МФА: [çiɾata muɾa]) — село в Японії, в повіті Ісікава префектури Фукусіма. Станом на 1 жовтня 2008 площа села становила 93,53 км². Станом на 1 січня 2009 населення села становило 7165 осіб.